# Thiruvaiyaru
Thiruvaiyaru là một thị xã panchayat của quận Thanjavur thuộc bang Tamil Nadu, Ấn Độ.

## Địa lý
Thiruvaiyaru có vị trí 10°53′B 79°06′Đ / 10,88°B 79,1°Đ Nó có độ cao trung bình là 38 mét (124 feet).

## Nhân khẩu
Theo điều tra dân số năm 2001 của Ấn Độ, Thiruvaiyaru có dân số 14.535 người. Phái nam chiếm 50% tổng số dân và phái nữ chiếm 50%. Thiruvaiyaru có tỷ lệ 76% biết đọc biết viết, cao hơn tỷ lệ trung bình toàn quốc là 59,5%: tỷ lệ cho phái nam là 81%, và tỷ lệ cho phái nữ là 70%. Tại Thiruvaiyaru, 9% dân số nhỏ hơn 6 tuổi.